# 宮城県道241号大和幡谷線
宮城県道241号大和幡谷線（みやぎけんどう241ごうたいわはたやせん）は、宮城県黒川郡大和町と同県宮城郡松島町を結ぶ、かつて存在した一般県道である。本稿は、廃止時点の路線状況を記している。

## 概要

### 路線データ
- 起点：黒川郡大和町落合相川
- 終点：宮城郡松島町幡谷
- 実延長：14,566.8 m[1]

## 歴史
- 2019年（平成31年）3月29日 - 路線廃止し、共に廃止された宮城県道229号竹谷幡谷線と統合する形で、宮城県道241号竹谷大和線が路線認定された[2]。

## 路線状況

### 重複区間
- 宮城県道40号利府松山線：黒川郡大郷町粕川木の崎 - 同郡同町中村字山中
- 宮城県道9号大和松島線：黒川郡大郷町中村字山中 - 同郡同町中村字柳沢畑
- 宮城県道146号小牛田松島線：黒川郡大郷町山崎字身洗 - 同郡同町山崎字中深町

## 地理

### 通過する自治体
- 黒川郡
  - 大和町
  - 大郷町
- 宮城郡
  - 松島町

### 交差する道路
- 宮城県道56号仙台三本木線
- 宮城県道40号利府松山線
- 宮城県道9号大和松島線
- 宮城県道146号小牛田松島線
- 国道346号
- 宮城県道229号竹谷幡谷線

### 沿線の施設
- 道の駅おおさと
- 羽生天神社